# Фред Деккер
Фред Деккер (англ. Fred Dekker; нар. 9 квітня 1959) — американський сценарист і режисер, найбільш відомий комедійними фільмами жахів «Ніч кошмарів» (1986) і «Загін монстрів» (1987). Також автор історій для фільмів «Будинок» (1985) і «Рикошет» (1991), та режисер і співавтор сценарію (разом із Френком Міллером) «Робокопа 3» (1993).

## Життя і кар'єра
Деккер народився 9 квітня 1959 року в Сан-Франциско і виріс у районі затоки. У середині 1980-х відвідував Школу театру, кіно та телебачення Каліфорнійського університету в Лос-Анджелесі.
У 1983 році кінорежисер Стів Майнер найняв Деккера для написання сценарію до фільму «Годзілла: Король монстрів у 3D», який так і не був продюсований. Перший успіх прийшов до Деккера у 1985 році: 15-сторінковий сценарій, натхненний «Сутінковою зоною», яку сценарист Ітан Вайлі розширив до повного сценарію для комедійного фільму жахів «Будинок». Фільм був номінований на Міжнародну премію фантастичного кіно на кінофестивалі Фанташпорту, а його режисер Стів Майнер отримав нагороду критиків на фестивалі фантастичного кіно Авор'я. Наступного року Деккер дебютував як режисер з фільмом «Ніч кошмарів», сценарій до якого написав за тиждень. Фільм — данина поваги фільмам категорії B 1950-х і 60-х років, став культовою класикою.
Його наступний фільм «Загін монстрів» був написаний у співавторстві з його другом Шейном Блеком. Це данина пошани фільмам про монстрів Universal, створених з початку 1930-х до середини 1950-х років. Згодом Деккер написав п’ять епізодів телевізійного серіалу «Байки зі склепу» та став режисером одного з них. Він був співавтором сценарію нео-нуарного триллера «Рикошет» і шпигунської комедії «Якби погляди могли вбивати». Повернення в режисерське крісло відбулося в 1992 році, коли він зняв третю частину серії «Робокоп», написавши сценарій разом із автором коміксів Френком Міллером.
Деккер працював скрипт-доктором, роблячи правки у сценарії фільмів, зокрема «Титан після загибелі Землі» і «Смертельна зброя 4». Він також написав сценарій трьох епізодів «Зоряний шлях: Ентерпрайз» на початку 2000-х. У 2015 році, після тривалої перерви, Деккер повернувся до кіновиробництва, написавши разом із Блеком пілотний епізод Edge для Amazon Studios. Він був співавтором сценарію фільму «Хижак» 2018 року разом із Блеком, який також став режисером фільму.

## Фільмографія

### Кінофільми
| Рік  | Назва          | Режисер | Сценарист |
| ---- | -------------- | ------- | --------- |
| 1986 | Ніч кошмарів   | Так     | Так       |
| 1987 | Загін монстрів | Так     | Так       |
| 1993 | Робокоп 3      | Так     | Так       |
| 2018 | Хижак          | Ні      | Так       |

Автор історії
- Будинок (1985)
- Будинок II: Друга історія (1987)
- Рикошет (1991)
- Якби погляди могли вбивати[en] (1991)

Редактор сценарію
- Руйнівник[11] (1993)
- Смертельна зброя 4[12] (1998)
- Титан після загибелі Землі[12] (2000)

### Телебачення
| Рік     | Назва                    | Режисер | Сценарист | Епізод(и) |
| ------- | ------------------------ | ------- | --------- | --- |
| 1989–92 | Байки зі склепу          | Так     | Так       | 5 Режисер: «The Thing From the Grave» Сценарист: «And All Through the House», «Only Sin Deep», «The Thing From the Grave», «Lower Berth», «Split Personality» |
| 2001–02 | Зоряний шлях: Ентерпрайз | Ні      | Так       | 3 «The Andorian Incident», «Sleeping Dogs», «Vox Sola» |
| 2015    | Edge                     | Ні      | Так       | Пілотний епізод |

## Нагороди
- 1988 «Срібний ворон», Брюссельський міжнародний фестиваль фантастичних фільмів : «Загін монстрів»